# Johnny Thomson
Johnny Thomson, ameriški dirkač Formule 1, *9. april 1922, Lowell, Massachusetts, ZDA †24. september, 1960, Allentown, Pensilvanija, ZDA.
Johnny Thomson je pokojni ameriški dirkač Formule 1, ki je med letoma 1953 in 1960 osemkrat sodeloval na ameriški dirki Indianapolis 500, ki je med letoma 1950 in 1960 štela tudi za prvenstvo Formule 1. Najboljši rezultat je dosegel na dirki leta 1959, ko je z najboljšega štartnega položaja zasedel tretje mesto, leta 1955 je bil četrti, 1960 pa peti. Leta 1960 se je smrtno ponesrečil na dirki v Allentownu.